# Ghiacciaio Ichime
Il ghiacciaio Ichime (in giapponese: イチメ氷河, Ichime-hyōga, ossia "ghiacciaio sfrontato") è un ghiacciaio situato sulla costa del Principe Olav, nella Terra della Regina Maud, in Antartide. Il ghiacciaio fluisce verso nord fino a giungere sulla costa, dove sfocia in mare poco a ovest della roccia Kasumi.

## Storia
Il ghiacciaio Ichime è stato mappato e così battezzato da cartografi giapponesi grazie a fotografie aeree scattate nel corso della spedizione giapponese di ricerca antartica svoltasi tra il 1957 e il 1962.